# Stetten (Baviera)
Stetten è un comune tedesco di 1 373 abitanti, situato nel land della Baviera.